# Філіпп Анзіані
Філіпп Анзіані (фр. Philippe Anziani, нар. 21 вересня 1961, Аннаба) — французький футболіст, що грав на позиції півзахисника, нападника. По завершенні ігрової кар'єри — тренер. З 2019 року входить до тренерського штабу  «Марселя».
Виступав, зокрема, за клуб «Сошо», а також національну збірну Франції.

## Клубна кар'єра
У дорослому футболі дебютував 1978 року виступами за команду «Сошо», в якій провів шість сезонів, взявши участь у 153 матчах чемпіонату.  Більшість часу, проведеного у складі «Сошо», був основним гравцем команди.
Згодом з 1984 по 1994 рік грав за «Монако», «Нант», «Расінг» (Париж), «Тулон» та «Мартіг».
Завершував ігрову кар'єру у команді «Газелек», за яку виступав протягом 1994—1996 років.

## Виступи за збірну
1981 року дебютував в офіційних матчах у складі національної збірної Франції. Проте наступного разу був викликаний до її лав лише 1984 року, а загалом протягом семи років провів у формі національної команди 5 матчів, забивши 1 гол.

## Кар'єра тренера
Ще продовжуючи грати на полі 1995 року був граючим тренером «Газелека».
Завершивши ігрову кар'єру, зосередився на тренерській роботі, ставши 1997 року помічником головного тренера у клубі «Сошо», а за рік вже отиримав призначення його головним тренером.
Згодом за аналогічним сценарієм співпрацював із «Бастією» у 2006–2009 роках та з «Нантом» у 2009–2011.
Пізніше був асистентом головного тренера у командах «Хаммам-Ліф» та «Ад-Духаїль», 2019 року очолив тренерський штаб другої команди «Марселя».

## Титули і досягнення
- Володар Кубка Франції (1):

«Монако»: 1984/85
- Володар Суперкубка Франції (1):

«Монако»: 1985